# Bergsluis

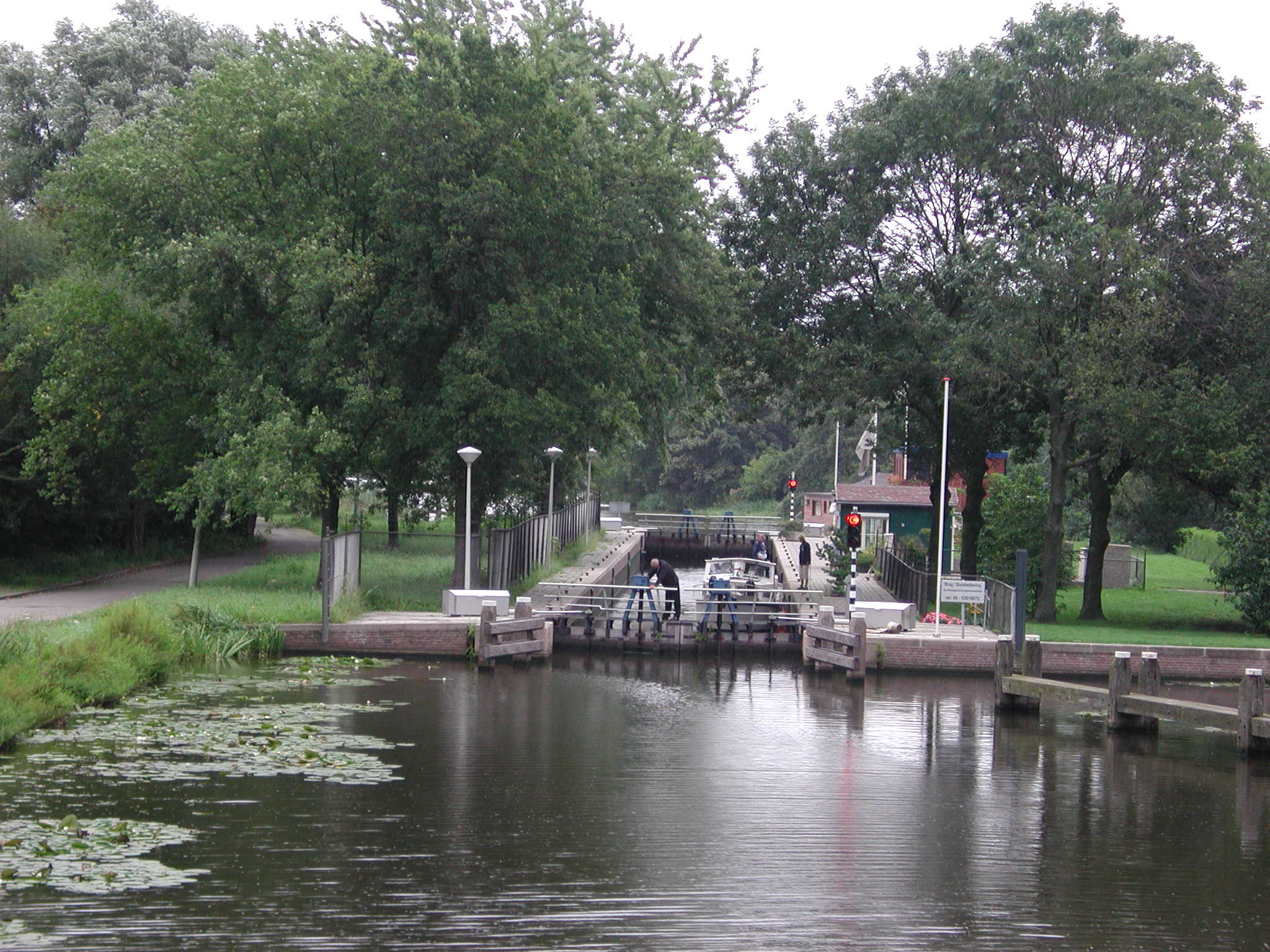
Bergsluis in 2004

De Bergsluis is een schutsluis in het Noorderkanaal te Rotterdam, in de Nederlandse provincie Zuid-Holland. De sluis bevindt zich tussen de Rotterdamse Schie en de lager gelegen Rotte. De vaarweg is CEMT-klasse 0. De sluis dateert uit 1938.
De sluis is 86,00 m lang en 6,00 m breed. De drempeldiepte aan de westzijde is KP −2,35 m, aan de oostzijde KP −2,30 m. De ANWB geeft als diepgang 1,80 meter voor deze route. De gemeente Rotterdam geeft iets kleinere afmetingen voor de sluis. 
Op de route waar de sluis ligt wordt de maximum hoogte bepaald door de vaste Philip Willembrug, die 2,45 m boven kanaalpeil ligt. Het kanaalpeil is hier het Rotteboezempeil, NAP −1,00 m.
Door de beperkte afmetingen van de vaarweg is de sluis nauwelijks van belang voor de beroepsvaart, maar wordt veel gebruikt door de pleziervaart naar de Rottemeren, Bergse Plassen en Kralingse Plas.